# 大谷英典
大谷 英典（おおたに ひでのり）はtvk営業本部大阪支社長。

## 経歴
神奈川県立横浜翠嵐高等学校、立教大学社会学部社会学科(体育会ハンドボール部 · 門奈直樹ゼミ)を卒業後、1988年にtvk入社。東京支社営業部、制作部、情報部、報道制作局プロデューサー、報道制作局制作部副部長、営業本部営業局営業一部長、営業本部営業戦略室長、コンテンツ局制作一部長、tvkコミュニケーションズ取締役（ミューコムカンパニー社長執行役員、エンタープライズカンパニー執行役員兼務）、tvkコミュニケーションズ制作部プロデューサー、コンテンツ局次長・制作二部長を経て、現職。
　

## 担当番組

### 過去
- たてながHAMA大国（1995年10月 - 1996年2月） - 情報ランナー
- 新車情報  - 最後のプロデューサー
- 1230アッと!!ハマランチョ - プロデューサー
- かながわ旬菜ナビ  - プロデューサー
- アニソン★カフェ ゆめが丘   - プロデューサー
- ありがとッ!   - プロデューサー→エグゼクティブプロデューサー
- 神奈川ビジネスUp To Date  - プロデューサー
- クルマでいこう!   - プロデューサー